# Bodrum
Bodrum (gr. Αλικαρνασσός, staroż. Halikarnas, śrdw. łac. Petronium) – miasto i dystrykt w południowo-zachodniej Turcji w prowincji Muğla, nad Morzem Egejskim, na północnym zachodzie zatoki Gökova, na półwyspie Bodrum, naprzeciw greckiej wyspy Kos.
Znana miejscowość wypoczynkowa na Riwierze Egejskiej, słynąca z klubów nocnych, sportów wodnych oraz zabytków. Corocznie odwiedza ją kilkaset tysięcy turystów.
Od 2013 r., w wyniku reformy terytorialnej, przeprowadzonej na mocy prawa metropolitalnego, granice administracyjne miasta Bodrum pokrywają się z granicami dystryktu Bodrum (całego półwyspu Bodrum), w związku z czym w skład miasta Bodrum wchodzi aż 56 jednostek osadniczych (dawnych wsi) z 10 dotychczasowych gmin. Według stanu na 31 grudnia 2021, obszar o powierzchni 656,06 km² zamieszkują 187 284 osoby. Liczbę mieszkańców właściwego miasta Bodrum (sprzed reformy 2013 r.) szacuje się na 50–60 tysięcy.

## Historia
Pod panowaniem perskim miejsce to było stolicą krainy (i perskiej satrapii) Karia, a dogodne położenie zapewniało mu pewną autonomię. Po śmierci jednego z władców, Mauzolosa w 353 r. p.n.e., jego żona Artemizja zatrudniła greckich architektów Satyrosa i Pitiosa oraz rzeźbiarza Skopasa do budowy monumentalnego pomnika grobowego. Był to architektoniczny pierwowzór mauzoleum, w starożytności uważany za jeden z siedmiu cudów świata. W 1402 r. joannici rozpoczęli budowę zamku Świętego Piotra, a nazwę miasta zmieniono na Petronium. W latach 80. XX wieku Bodrum, wcześniej będące wioską zamieszkałą przez rybaków i poławiaczy gąbek, stało się wraz z Marmaris, Çeşme, Kuşadası, Antalią i Alanią ważnym ośrodkiem turystycznym w Turcji.

## Obiekty turystyczne

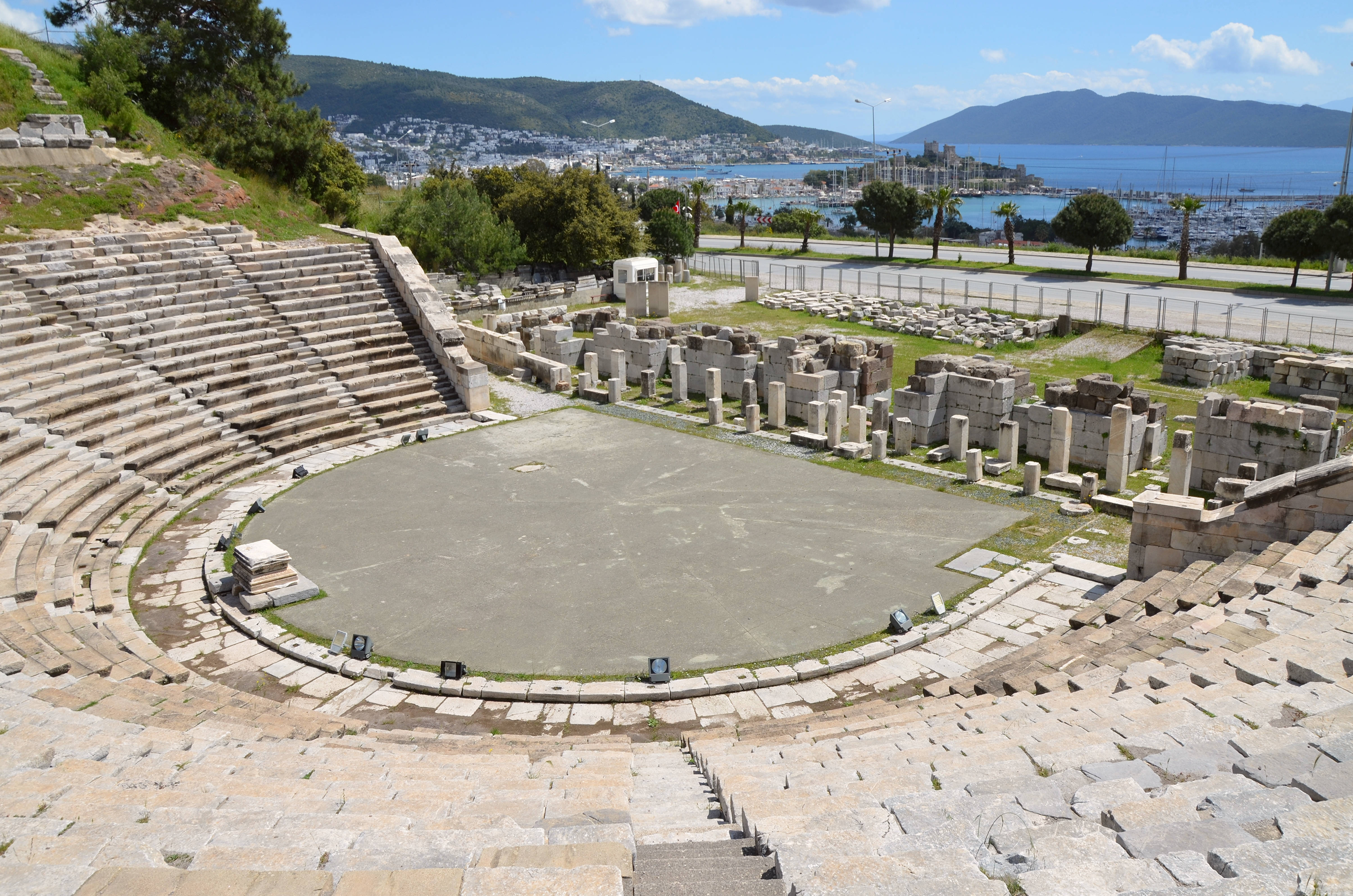
Hellenistyczny teatr Halikarnasu

### Zabytki[3]
- Zamek Świętego Piotra z Muzeum Archeologii Podwodnej
- Mauzoleum (odkryte pozostałości)
- Halikarnas (stanowisko archeologiczne)

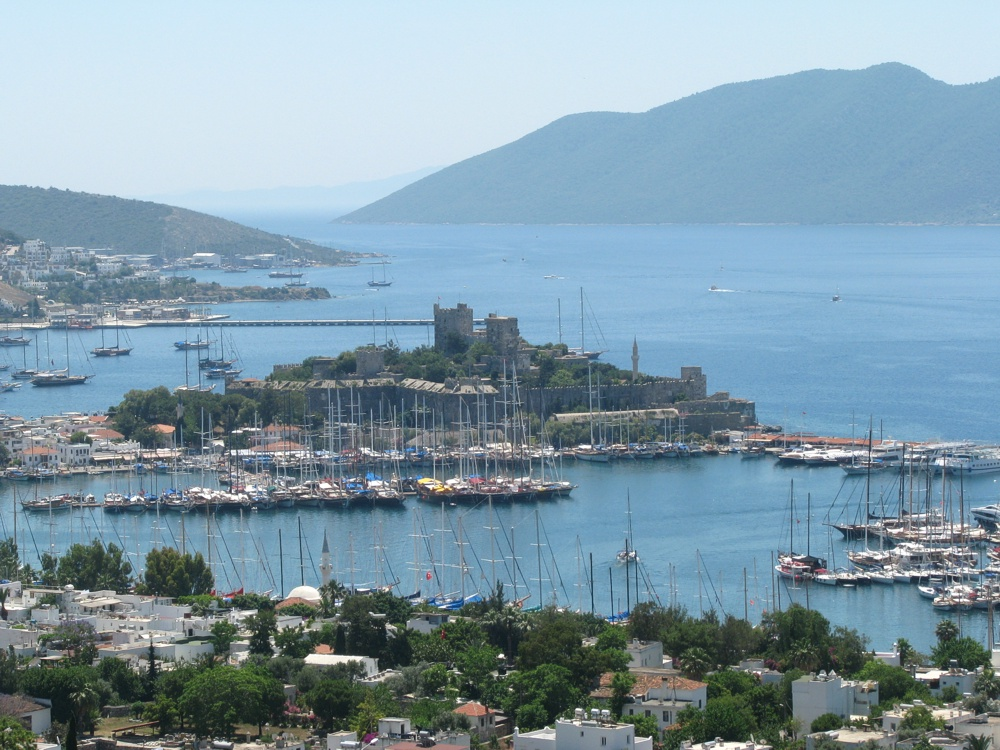
Zamek Św. Piotra – twierdza krzyżowców na nadmorskim cyplu

- antyczny teatr
- brama Mindos
- zabudowania staromiejskie

### Inne atrakcje
- port jachtowy (marina)
- bazary
- ratusz
- pomnik Kemala Atatürka
- plaża Halk (jedyna w mieście)
- dyskoteka Halikarnas Disco z widowiskową scenerią
- delfinarium

## Turystyka i komunikacja

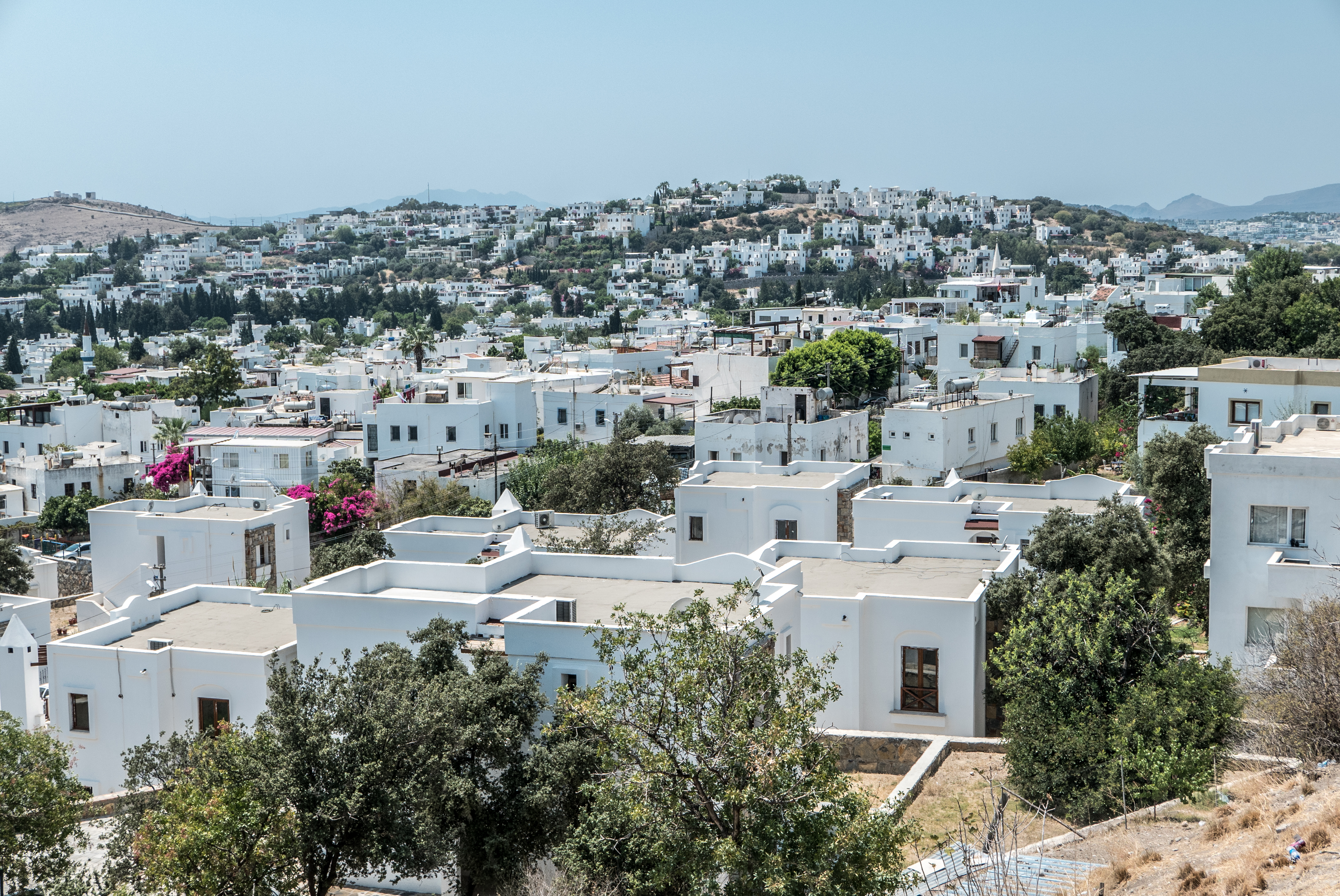
Widok lądowej części miasta

Bodrum jest typowo turystycznym kurortem, a turystyka stanowi dla jego mieszkańców ważne źródło utrzymania. Na miejscu brak jednak odpowiednich piaszczystych plaż, które znaleźć można w niektórych pobliskich miejscowościach (Gümbet, Ortakent, Turgutreis, Akyarlar). Miasto, które za to charakteryzuje dobra infrastruktura turystyczna, oferuje możliwość uprawiania sportów wodnych, żeglowania oraz zapewnia atrakcje życia nocnego.
30 km od jego centrum znajduje się port lotniczy Bodrum-Milas. Z samego Bodrum, jak i z pobliskiego Turgutreis wypływają liczne promy oraz statki, oferujące „błękitne rejsy” (mavi yolculuk) – wycieczki na pobliskie wyspy greckie, a także po okolicznych zatokach. Jest również duży dworzec autobusowy zapewniający połączenia kołowe z całym krajem; brak natomiast dworca kolejowego.

## Miasta partnerskie
- Prizren
- Portimão
- Wakayama
- Milas
- Houmt Souk